# Aeroportul Fernando Luis Ribas Dominicci
Aeroportul Fernando Luis Ribas Dominicci (IATA: SIG, ICAO: TJIG, FAA LID: SIG) este un aeroport din Miramar⁠(d), Puerto Rico, Statele Unite ale Americii ce deservește zona San Juan, Puerto Rico. Aeroportul a fost tranzitat în septembrie 2020 de 1.476 de pasageri.
Situat la o altitudine de 3 m, aeroportul dispune de 1 pistă.

## Infrastructură

### Piste
Aeroportul dispune de o singură pistă. Pista 09/27 are suprafața de asfalt și dimensiunile 5.539 picioare × 100 picioare. 